# بالکان (روستا)
بالکان (به بلغاری: Balkan) یک منطقهٔ مسکونی در بلغارستان است که در شهرستان استامبولوو واقع شده‌است.